# Abdoulaye Lamana
Abdoulaye Lamana (Massenya, vers 1933 et décédé à - Bruxelles, 20 août 2015) est un homme politique tchadien, Président du parti politique Union Nationale (UN). C'est une des figures de la vie politique tchadienne au lendemain de l'époque coloniale.
Il s'engagera en politique, dès la création de la jeune République du Tchad. Il occupera de hautes fonctions de l'État à partir de 1962 et en en 2013 il sera nommé Président du Conseil Économique, Social et Culturel (CESC).

## Biographie
Né vers 1933 à Massenya, capitale historique du Royaume du Baguirmi, Abdoulaye Lamana entame ses études primaires à l'école primaire de Massenya en 1944, puis à l'école du centre de Fort-Lamy où il obtient son certificat d'études primaires élémentaires (CEPE) en 1950.
Admis au Collège Moderne de Bongor en 1951 (le seul de l'époque), il y obtient son brevet d'études du premier cycle (BEPC). De 1959 à 1961, il est admis à l'Institut des Hautes Études d'Outre-mer à Paris, où il décroche son diplôme d'Administrateur civil et major de sa promotion au Tchad.

### Parcours et engagement politique
Abdoulaye Lamana fait ses premiers pas en politique en adhérant au Mouvement Socialiste Africain (MSA) d'Ahmed Koulamallah en 1956. Il se prononce pour le Non au référendum sur la loi-cadre Defferre, nonobstant le mot d'ordre de sa famille politique (MSA).
De retour au pays, après des études à Paris en 1961, il prête serment, sous le drapeau tchadien, au cours d'une cérémonie officielle organisée par le gouvernement de François Tombalbaye. C'est pour lui un acte patriotique majeur qui forge son nationalisme et sa dévotion à l'État et à la République tout au long de sa vie politique et professionnelle.
En 1963, à l'occasion de la recomposition du paysage politique tchadien, il démissionne du MSA pour adhérer au Parti Progressiste Tchadien/ Rassemblement Démocratique Africain rénové (PPT/RDA) créé en 1946, à l'initiative de Gabriel Lisette, parti unique dont il devient membre du Bureau Politique et Trésorier adjoint.
En 1964, il est nommé ministre de l'Économie et des Transports par le président François Tombalbaye,. À ce titre, il est chargé des renégociations d'association entre les pays africains et Madagascar, d'une part, et la Communauté Économique Européenne (CEE), d'autre part. Il négociera, la même année, l'adhésion du Tchad à l'Union Douanière et Économique de l'Afrique Centrale (UDEAC). Il préside le Conseil des gouverneurs de la Banque Africaine de Développement (BAD), en 1968, en tant que Ministre de l'Économie, des Finances et des transports du Tchad. Il assiste également au Sommet des Chefs d'État de l'UDEAC pour annoncer le retrait du Tchad de cette association, cette même année. En 1971, il est chargé de mener les négociations qui débouchent sur la création de la société cotonnière CotonTchad, dont il devient le premier Président-Directeur Général.
Il quitte les organes dirigeants du PPT/RDA au moment de la création du Mouvement National pour la Révolution Culturelle et Sociale (MNRCS). Il devient Ministre d'État chargé de l'Économie Moderne, du Plan et de la Coopération internationale de 1973 jusqu'au coup d'État qui renverse François Tombalbaye, le 13 avril 1975.
Abdoulaye Lamana, et plusieurs personnalités politiques seront mis aux arrêts et détenus par le Conseil Supérieur Militaire (CSM). Il sera acquitté au terme d'un procès régulier en 1978.
De 1978 à 1985, il entame une longue traversée du désert rythmée par un exil volontaire et les conflits fratricides qui vont déchirer le pays, pendant de longues années. En 1986, il rentre au Tchad, dans le cadre de l'accord de réconciliation de Libreville entre Hissène Habré et le Front Démocratique du Tchad(FDT). Il sera nommé Ambassadeur auprès du Benelux et des Communautés Européennes et de la Grande-Bretagne, la même année, par le gouvernement de Hissène Habré. Abdoulaye Lamana sera également co-agent devant la cour de justice de la Haye dans l'affaire de la bande d'Aouzou, opposant le Tchad à la Libye. En 1990, il est nommé ambassadeur du Tchad aux États-Unis, mais il décide d'aborder un tournant politique dans sa carrière et de rentrer au Tchad pour participer au processus de démocratisation initié par le Président Idriss Déby Itno.
En concertation avec d'autres cadres du pays, il crée en 1992, le parti politique Union Nationale (UN), acteur majeur de l'opposition, dont il devient le Président-fondateur. Il participe également activement à la Conférence Nationale Souveraine en 1993.
Abdoulaye Lamana sera candidat aux élections présidentielles en 1996, qu'il perdra. En 1997 il quitte l'opposition active pour collaborer avec le Mouvement Patriotique du Salut (MPS) où il occupera plusieurs fonctions:
- Conseiller Spécial à la Présidence de la République,
- Ministre des Mines de l'Énergie et du Pétrole,
- Ministre de la Santé Publique,
- Ministre Secrétaire Général à la Présidence de la République.

En 2002, il est élu député à l'Assemblée Nationale du Tchad pour la circonscription de Massenya. À ce titre il est désigné comme membre du Collège de Contrôle et de Surveillance des Ressources Pétrolière du Tchad (CCSRP). Il en devient le Président en 2004.
De 2011 à 2013, il présidera le Conseil Économique, Social et Culturel (CESC).
Il est décédé le 20 août 2015 à la Bruxelles en Belgique.

## Récompenses et distinctions
Abdoulaye Lamana est :
- Commandeur de l'ordre national du Tchad
- Commandeur de l'ordre du mérite civique du Tchad
- Commandeur de l'ordre du mérite agricole du Tchad

Passionné de chevaux, il a par ailleurs œuvré pour la création et le développement de l'Association pour l'élevage et l'Amélioration de la Race des Chevaux au Tchad (AEARCT) qu'il préside pendant plusieurs années.